# Casoria
Casoria è un comune italiano di 73 230 abitanti della città metropolitana di Napoli in Campania.

## Geografia fisica

### Clima
Gode di un clima mediterraneo, con inverni miti e piovosi e estati calde e secche, ma comunque rinfrescate dalla brezza marina che raramente manca sul suo golfo. Il sole splende mediamente per 250 giorni l'anno.
Secondo la classificazione climatica italiana, è ubicata nella zona C.
| Napoli                     | Mesi | Mesi | Mesi | Mesi | Mesi | Mesi | Mesi | Mesi | Mesi | Mesi | Mesi | Mesi | Stagioni | Stagioni | Stagioni | Stagioni | Anno  |
| Napoli                     | Gen  | Feb  | Mar  | Apr  | Mag  | Giu  | Lug  | Ago  | Set  | Ott  | Nov  | Dic  | Inv      | Pri      | Est      | Aut      | Anno  |
| -------------------------- | ---- | ---- | ---- | ---- | ---- | ---- | ---- | ---- | ---- | ---- | ---- | ---- | -------- | -------- | -------- | -------- | ----- |
| T. max. media (°C)         | 12   | 12   | 15   | 18   | 23   | 26   | 29   | 30   | 26   | 22   | 17   | 14   | 12,7     | 18,7     | 28,3     | 21,7     | 20,3  |
| T. min. media (°C)         | 4    | 4    | 6    | 8    | 12   | 16   | 18   | 18   | 15   | 12   | 8    | 5    | 4,3      | 8,7      | 17,3     | 11,7     | 10,5  |
| Precipitazioni (mm)        | 104  | 98   | 86   | 76   | 50   | 34   | 24   | 42   | 80   | 130  | 162  | 121  | 323      | 212      | 100      | 372      | 1 007 |
| Umidità relativa media (%) | 75   | 73   | 71   | 70   | 70   | 71   | 70   | 69   | 73   | 74   | 76   | 75   | 74,3     | 70,3     | 70       | 74,3     | 72,3  |

## Storia
Il nome di Casoria viene citato per la prima volta in alcuni documenti degli anni 993-998, ma va certamente ricollegato alla "casa aurea raviosa" che compare in alcuni documenti degli anni 952-988. Il toponimo, infatti, deriva dal latino casa aurea (dizione utilizzata insieme a "Casoria" fino al XIV secolo), che vuol dire letteralmente "casa d'oro": casa, abitazione rurale; e oro, riferito forse alla fertilità del territorio.
Una casa d'oro compare anche nei più antichi stemmi del comune, della prima metà del XVIII secolo, che campeggiano nella chiesa di San Mauro. Proprio al santo protettore è legata un'altra ipotesi sull'origine del toponimo, che potrebbe derivare dalla "Casa Mauri" che compare in un paio di documenti stilati intorno all'XI secolo tra Napoli e Aversa. Un'ipotesi suggestiva quanto problematica, come quella meramente linguistica, che guarda al greco κασάυρον (kasáuron, letteralmente postribolo, bordello).
Numerosi ritrovamenti archeologici attestano che il territorio era abitato già nel III secolo prima di Cristo. Era un territorio agricolo di confine, tra l'area Atellana e l'Ager Neapolitanus, sul quale nei secoli sono sorti e sviluppati diversi villaggi. E spesso anche scomparsi: un'epigrafe greco-latina del 198 d.C., ritrovata in località Carbonella, testimonia proprio la grave crisi in cui versava l'agricoltura in quel periodo.
La ripresa arrivò solo dopo il VI secolo, con l'azione dei monaci Cassinensi, ovvero dei Benedettini. Secondo la tradizione popolare, Casoria sarebbe addirittura il "territorium gentianum" donato nel 529 dal padre di San Mauro al maestro Benedetto da Norcia. Ma questa, benché confortata da tanto di falsi atti di donazione, è solo una leggenda. Il territorio di Casoria, infatti, fa parte di una vastissima zona compresa tra l'area aversana e le pendici del Vesuvio sviluppatasi certamente sotto la spinta dei Benedettini a partire dal IX secolo. Il villaggio di Casoria, tuttavia, si è sviluppato in modo determinante intorno all'XI secolo, a opera del monastero benedettino napoletano di San Gregorio Armeno, che ha rinverdito o addirittura introdotto il culto di San Mauro.
Del XIII secolo Casoria era feudo dell'arcivescovo di Napoli e nel XV secolo costituiva un feudo insieme ai villaggi oggi non più esistenti di Casignano e Olivola. Nel 1580 il feudo fu aggregato al demanio regio e nel 1631 venne messo all'asta e fu riscattato dagli stessi abitanti (all'epoca circa 300 famiglie), a opera del sindaco Giovanni Pisa. Fece quindi parte dei casali demaniali, più tardi divenuti comuni.
Nel 1806 furono emanate le Leggi eversive della feudalità che decretarono la fine di tutti i privilegi feudali nel Regno di Napoli e l'inizio dell'Amministrazione comunale.
Nel 1815 divenne capoluogo di un circondario del Regno delle Due Sicilie nel quale erano ricompresi 19 comuni. Nell'organizzazione ecclesiastica apparteneva all'arcidiocesi di Napoli e dipendeva dall'arciprete di Afragola.
Nel corso dell'Ottocento diede un grande impulso alla vita amministrativa e politica di Casoria la famiglia Rocco: i quattro fratelli Giovanni, Gennaro, Nicola e Giuseppe Rocco, che percorsero importanti carriere accademiche e giudiziarie, fino ai vertici del Regno delle Due Sicilie. Al Parlamento Napoletano del 1848 e poi al primo Parlamento del Regno d'Italia del 1861 fu deputato del collegio il nobile napoletano Francesco Proto. Mentre dal 1882 furono a più riprese deputati del collegio gli esponenti della successiva generazione dei Rocco: i cugini Pietro e Marco Rocco (di Nicola), e poi Marco Rocco (di Giovanni) fino al 1913.

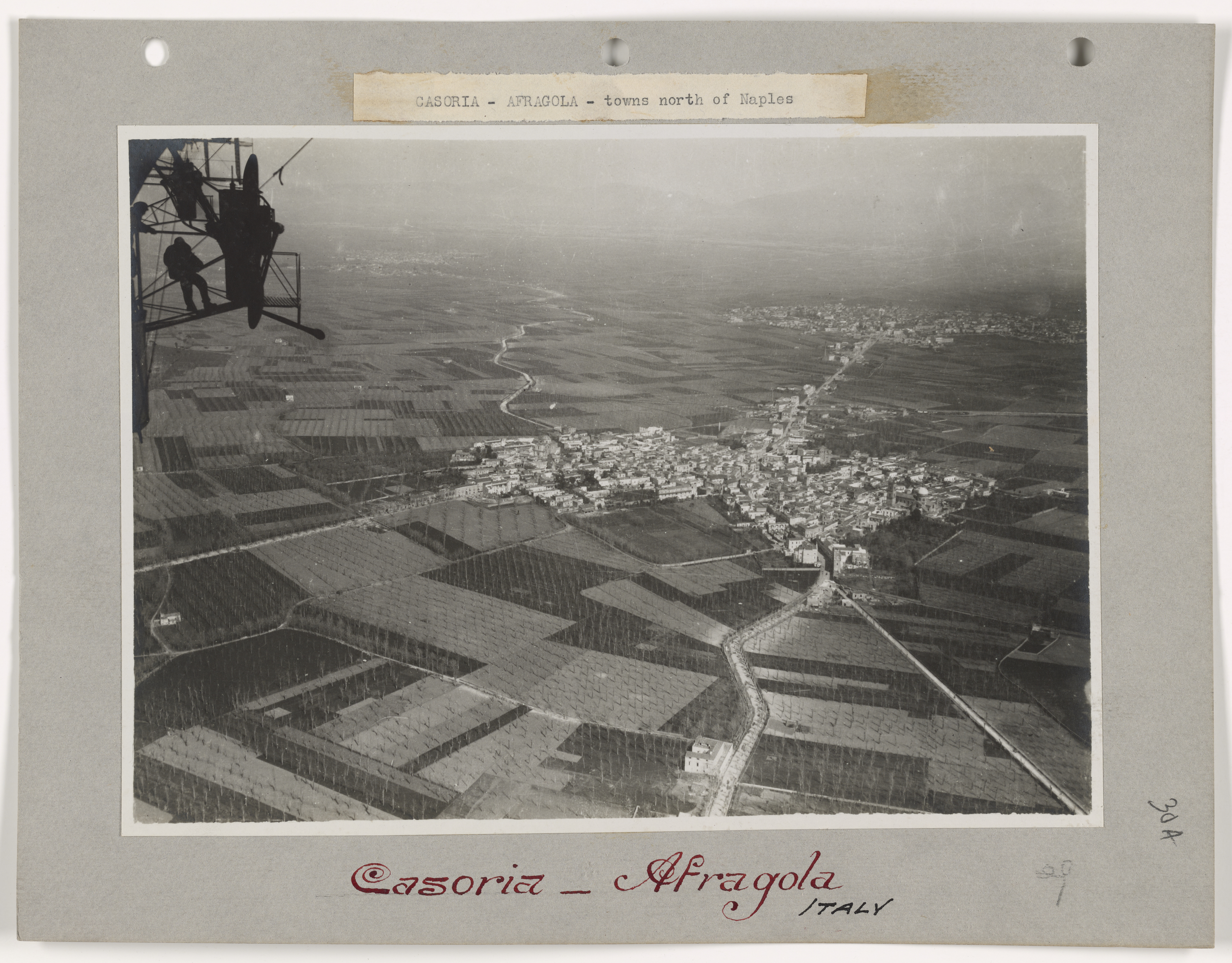
Veduta aerea storica

Il territorio paludoso venne bonificato agli inizi del XIX secolo, rendendo la terra fertilissima e in grado di fornire fino a cinque raccolti l'anno, grazie alla fertilità della terra vulcanica, della superficialità e abbondanza della falda freatica e alla laboriosità dei contadini. Fino agli anni 1950 fu un centro prevalentemente agricolo, con un'economia fondata principalmente sulla produzione e commercializzazione del vino e della pasta e della lavorazione della canapa e della mela annurca. L'abitato presentava un nucleo storico, riconducibile alle attuali via San Benedetto, via Padre Ludovico, via Santa Croce e via San Mauro, da cui dipendevano masserie e casali, in particolare sulle strade di collegamento verso la vicina Napoli.
Il centro abitato, oggi è uno dei maggiori della Campania (la popolazione è quasi quadruplicata tra il censimento del 1951 e quello del 1991), ha conosciuto la maggiore espansione demografica negli anni 1960, quando divenne il principale polo industriale del Mezzogiorno, oggi interamente dismesso. Il centro di Casoria è situato tra Afragola e Casavatore, già frazione del comune, nonché i quartieri napoletani di San Pietro a Patierno, Scampia e Secondigliano. Alcune lingue di territorio si insinuano tra Afragola, Cardito e Frattamaggiore.

### Simboli

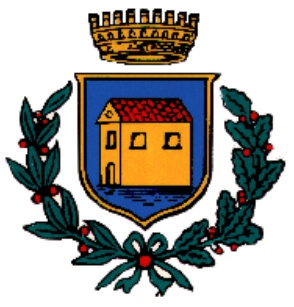
Lo stemma in una delle fogge usata dall'ente: gli elementi "spuri" sono il bordo aureo, il tetto rosso della casa, la presenza del terrazzamento e la corona turrita d'oro

Lo stemma civico è attestato dal 1818 e rappresenta una casa d'oro in campo azzurro. Il Comune di Casoria ne custodisce un bozzetto ufficiale datato 1932. La tradizione vuole che il nome Casoria derivi dal latino casa aurea; lo stemma è quindi un'arma parlante.
All'atto pratico, la storia annovera varie incongruenze nella disciplina e nell'impiego dell'araldica locale: lo statuto del Comune infatti descrive lo stemma come una casa di colore giallo ocra con tetto di tegole rosse e su sfondo azzurro. Tale terminologia, oltre a essere araldicamente incompleta (non chiarische la forma dello scudo e i coronamenti) e impropria (il giallo per gli stemmi non esiste né come smalto, né come metallo), configura significative incongruenze rispetto alla predetta blasonatura (il tetto di rosso); uno dei disegni in uso presso l'ente presentava altresì uno spesso bordo aureo, non riscontrabile in alcuna descrizione, e una corona turrita d'oro (metallo che in Italia è tipicamente riservato alle città, titolo di cui Casoria non è certo sia insignita). Parallelamente, in ambiti non ufficiali, si era diffusa una versione dello stemma priva di corona, con lo scudo di foggia peculiare e una diversa resa stilistica, in particolare circa la presenza sulla casa di più finestre rispetto ai bozzetti antichi e l'aggiunta, al di sotto dell'edificio, di un terrazzamento di verde. Incongruenze si ravvisavano anche sul gonfalone, che era un drappo di azzurro ornato di ricami in argento, sul quale campeggiava l'epigrafe Città di Casoria, laddove non era chiaro se l'ente avesse tale dignità.
Allo scopo dichiarato di fare ordine nell'araldica civica, nel giugno 2025 l'amministrazione comunale ha rivisitato stemma e gonfalone, sancendo la definitiva adozione della sola "casa aurea" senza terrazzamento e senza altri colori, nonché fissando in due il numero delle finestre sulla parete; l'orientamento dell'edificio è stato altresì invertito, rivolgendo la facciata verso la sinistra araldica e non più verso la destra. Viene inoltre introdotta la corona turrita di città. Allo stesso modo è stato introdotto un nuovo gonfalone, con iscrizioni e ricami aurei.

## Monumenti luoghi di interesse

### Architetture religiose
- Basilica di San Mauro Abate: è il principale luogo di culto della città e ospita le reliquie del santo patrono. Ricostruita sul sito di un'antica cappella a partire dal 1606, di stile barocco, conserva un pregevole soffitto a cassettoni in foglia d'oro della seconda metà del XVII secolo e diverse tele di Domenico Antonio Vaccaro, tra le quali la Visitazione (1741), l'Immacolata Concezione (1741), la Madonna col Bambino e i santi Mauro e Gennaro. Interessante è anche il fonte battesimale in marmo del 1794. Nel gennaio 1999, papa Giovanni Paolo II l'ha elevata alla dignità di basilica minore.[15] Annesso al complesso basilicale è l'Oratorio dell'Arciconfraternita di Santa Maria della Pietà e del Buon Consiglio, contenente varie opere d'arte di pregevole fattura.
- Cappella della congrega del Carmine: era la cappella ufficiale della municipalità e sorgeva proprio accanto all'antico Comu, ora demolito. Risale al 1651, successivamente ingrandita, costituita da un'unica navata.
- Santuario di San Benedetto: iniziato nel 1605 e terminato nel 1694, fu probabilmente preceduto da una cappella, come sembra attestare la lapide funeraria di Giacomo Torello da Fano, che partecipò alla spedizione di papa Innocenzo IV contro Corrado IV nel 1254 e morì a Casoria nel 1281. L'attuale struttura è diversa da quella originariamente disegnata a causa di un incendio divampato durante i lavori, e per la mancanza di ulteriori fondi, fu drasticamente accorciata assumendo l'attuale forma (il limite della struttura originaria è segnalata sulla via adiacente da una lapide marmorea). La chiesa, a croce greca, ha un'unica navata e una cupola rivestita di maioliche. Il campanile seicentesco — la cui prima sezione sembra risalire ai secoli XI-XII — fu ricostruito nel 1930 e, a causa dei gravi danni riportati durante il sisma del 1980, è stato completamente ristrutturato nel 2004 (direzione dei lavori  affidata all'arch. Vincenzo Fioravante e all'ing. Domenico Salierno). Il complesso, inoltre, è composto dall'antica Congrega del Santissimo Sacramento (dismessa negli anni sessanta del XX secolo) e, nella parte retrostante, dalle strutture nelle quali abitavano i monaci.
- Chiesa di Santa Maria delle Grazie o dell'Assunta: già esistente alla metà del XV secolo (le prime notizie storiche fanno riferimento all'anno 1459) come ospedale avente la funzione di rifugio dei poveri, infermi e pellegrini, fu ricostruita nel 1737. L'abbassamento di livello della strada rese necessaria la costruzione di una scala di accesso, realizzata nel 1857. Al suo interno, a navata unica, è apprezzabile una splendida pala del Solimene posta alle spalle dell'altare maggiore e raffigurante l'Assunta e un organo a canne, restaurato a metà degli anni novanta. Dopo anni di lavori di consolidamento e restauro la chiesa è stata riaperta al culto il 31 maggio 2008.
- Chiesa del Santissimo Sacramento: costruita tra il 1893 e il 1899 presso il municipio dall'ordine delle Suore Vittime Espiatrici di Gesù Sacramentato a opera di Francesco Orefice. Ospita le spoglie mortali di santa Maria Cristina Brando. Di stile neogotico, presenta pianta a croce latina a tre navate.
- Chiesa del Sacro Cuore di Gesù: casa madre della congregazione delle Suore catechiste del Sacro Cuore. Ospita le spoglie mortali di Santa Giulia Salzano.
- Chiesa della Madonna della Mercede: era anticamente conosciuta come la cappella di "Porziano" ed è nella zona del Campanariello. Da alcuni documenti si può ricavare che essa era dedicata a "Santa Maria la nova" e sorgeva nei pressi della "masseria di un tal sig. Comite", una sorta di locanda a uso osteria. Oggi è quasi completamente priva dei fregi e dei marmi che la ornavano a causa dei vari furti dei quali è stata oggetto.
- Casa natale di San Ludovico da Casoria

## Società
La sua popolazione è distribuita tra il centro abitato che dà il nome al comune, che costituisce un'unica conurbazione con Afragola, e l'unica frazione, denominata Arpino, con un rapporto di 3 a 1. Il territorio comunale confina con quelli dei comuni di Napoli, Casavatore, Arzano, Cardito, Frattamaggiore, Volla e Casalnuovo. Il comune comprende inoltre anche alcune aree geograficamente ricomprese nella città di Afragola, le maggiori delle quali sono contrada Casamerola e contrada Arcopinto.

### Evoluzione demografica
Abitanti censiti

### Etnie e minoranze straniere
Al 31 dicembre 2022 la popolazione straniera era di 1 184 abitanti, pari all' 1,62% degli abitanti.

### Religione
Sul territorio casoriano sono presenti molti monumenti e santuari di religione cattolica. Sono presenti anche chiese evangeliche, come la Chiesa Cristiana Evangelica A.D.I. Casoria, nata durante la metà degli anni '80, la quale è stata una delle prime realtà evangeliche, ancora oggi in attività, sul territorio napoletano. Oltre la suddetta chiesa, sono presenti anche altre appartenenti e non alle assemblee di Dio in Italia, come la chiesa situata nella frazione di Arpino, e la chiesa Più che Vincitori di denominazione libera.

## Cultura

### Musei
- CAM (Casoria Contemporary Art Museum), sito in Via Duca d'Aosta 63, fondato e diretto da Antonio Manfredi nel 2005. Uno spazio espositivo di opere di arte contemporanea di pittura, scultura, fotografia, video, arte multimediale e installazioni di artisti provenienti da tutto il mondo.

### Biblioteche
- La biblioteca comunale, intitolata a mons. Mauro Piscopo, già parroco del Santuario di San Benedetto, è in via Aldo Moro 26[18].

### Eventi
- Festa di San Mauro: è la festa del santo patrono della Città, che ricorre due volte l'anno: il 15 gennaio, con la processione della statua di San Mauro per le vie della città; e poi la seconda domenica di luglio, con il tradizionale "incendio del campanile".

### Gastronomia
In occasione della festa di San Mauro, è tradizionale a pranzo preparare Manfredi con la ricotta.

### Opera lirica
Casoria è il luogo dove è ambientata Le cantatrici villane opera buffa in due atti del compositore Valentino Fioravanti su libretto di Giuseppe Palomba.

## Geografia antropica

### Urbanistica
Oggi l'abitato risulta saldamente collegato ai comuni di Napoli, Casavatore, Afragola, Cardito ed Arzano, tale da formare una singola conurbazione.
Il nucleo storico della città è costituito da tre piazze (piazza Cirillo, piazza Trieste e Trento e piazza Santa Croce), collegate per mezzo della via Santa Croce al largo della chiesa di San Mauro.
I vecchi quartieri del centro storico si sono fusi con quelli creati nel boom economico degli anni ottanta:  oggi la denominazione dei quartieri è affidata alla memoria degli anziani.
I quartieri più antichi prendono il nome (in dialetto) dai punti di interesse nelle vicinanze (chiese o infrastrutture); per altri è ancora ignota l'origine etimologica.
Essi sono:
- Pruvulin (Polverino), ovvero piazza G. Pisa e via Cavour
- Vico a' spuntatora, ovvero via Modigliani, già via Pace
- Puntil (Pontile), ovvero via S. Rocco, dove in antichi tempi vi era un pontile che attraversava il fiume Lamia
- Piazza di majo, ovvero largo Marco Rocco
- Vico e Casarusso, ovvero via San Sebastiano
- Ncopp' o pont, ovvero la parte di via Nicola Rocco compresa tra Largo Orlando D'Uva e via San Benedetto
- Ncopp o curz(sul corso del fiume?), ovvero l'attuale incrocio tra via Pio XII e via Michelangelo, perché a ridosso di un corso d'acqua
- Palazzo e don Nemesio, Stabile in via di ricostruzione al vico II Santa Croce
- A massaria do Caino, località identificabile in zona Arpino-Cittadella
- Ferrovia
- San Mauro
- San Benedetto
- Santa Maria
- San Salvatore, area attuale nella Circumvallazione, nei pressi dei centri commerciali e delle autostrade
- Quartiere Stella, ovvero via Indipendenza e traverse
- Quartiere San Paolo
- Quartiere Cittadella
- Quartiere Arpino
- Quartiere "Parco dei pini"
- Quartiere "Parco Sie"
- Quartiere "Casamerola", posto al confine tra Casoria ed Afragola zona centro Gallery (Ufficio collocamento di Casoria), via Po, via Duca D'Aosta e Strada Sannitica, amministrativamente ricompreso nel comune di Casoria, ma storicamente facente parte del comune di Afragola.

### Frazioni
Arpino (19 988 abitanti) è l'unica frazione del comune di Casoria; gli abitanti sono detti arpinesi e il patrono è Sant'Agrippino, che si festeggia il 9 novembre.
La frazione nacque per scorporo dai comuni di Afragola e di San Sebastiano al Vesuvio, da cui nacque anche il comune di Volla. In particolare, comprende la località San Salvatore delle Monache, uno dei villaggi dalla cui riunione ebbe origine la città di Afragola. Per essere esatti, la località Cittadella di Arpino è costituita in parte dell'antico villaggio di San Salvatore delle Monache (adesso contrada San Salvatore) e in parte dall'antico casale del Salice, suddiviso tra i comuni di Casoria e Casalnuovo di Napoli (frazione Tavernanova).
Oggi la contrada di San Salvatore di Arpino, presso cui sono situati i primi grandi insediamenti commerciali della zona, si avvia a costituire un'unica zona commerciale con la località Cantariello di Afragola. La zona non ha una popolazione significativa; quando fu trasferita al comune di Casoria era praticamente disabitata e non aveva neanche gli odierni insediamenti di tipo commerciale o industriale.

## Infrastrutture e trasporti

### Ferrovie
La stazione di Casoria-Afragola è ubicata sulle ferrovie Napoli-Foggia e Napoli-Formia-Roma; situata in piazza Dante, è servita da relazioni regionali svolte da Trenitalia nell'ambito del contratto di servizio stipulato con la Regione Campania.
Nel territorio comunale, in contrada Lufrano ad Arpino, è inoltre presente la stazione di Volla, posta sulla ferrovia Napoli-Nola-Baiano della ex Circumvesuviana, gestita dall'Ente Autonomo Volturno.

### Strade
Dalla città si dipartono
- l'autostrada del Sole Autostrada A1 (Italia) Milano-Napoli verso nord 759,4 km
- A3 Napoli-Pompei-Salerno verso sud per 494,6 km
- Strada europea E45 da Karesuvanto in Finlandia fino a Gela per 4920 km passando in Casoria come Autostrada A1 (Italia) e Autostrada A3 (Italia)
- la A16 detta Dei Due Mari dall'Autostrada A1 (Italia) Napoli Afragola fino a Canosa di Puglia per 172,5 km verso l'Adriatico.
- Strada statale 162 NC Asse Mediano da Lago Patria in Giugliano in Campania ad Acerra 33,75 km
- Strada statale 87 Sannitica da Napoli a Termoli 221,183 km detta anche strada Reale che collegava i palazzi reali tra Napoli e Caserta, era percorsa dai Re e ancor prima dai popoli Sanniti, è stata anche interamente percorribile sottoterra.
- Strada statale 87 NC Capodichino Aeroporto-Casoria Rotonda Arzano-Marcianise
- Casoria inoltre è attraversata della SP1 Circumvallazione Esterna di Napoli, Lago Patria-San Sebastiano al Vesuvio
- Ex S.S. 7 Bis di Terra di Lavoro, già Via Nazionale delle Puglie, al tempo del regno di Napoli detta Strada regia

### Aeroporti
L'aeroporto di Napoli-Capodichino, insiste in parte sul territorio del comune di Casoria.

### Mobilità urbana
Casoria è servita dalle autolinee pubbliche urbane e suburbane gestite rispettivamente da ANM e Leoncino che offre un servizio di trasporti all'interno della città stessa collegando i principali punti di riferimento di Casoria.
Fra il 1881 e il 1957 era inoltre presente una stazione della tranvia tranvia Napoli-Caivano, gestita dalla Société Anonyme des Tramways Provinciaux (SATP).

## Amministrazione
Segue la cronotassi dei sindaci di Casoria, dalla restaurazione borbonica ad oggi.
| Periodo | Periodo   | Primo cittadino     | Partito                                  | Carica      | Note |
| ------- | --------- | ------------------- | ---------------------------------------- | ----------- | ---- |
| 1810    | 1810      | Orazio de Stefano   | -                                        | Sindaco     |      |
| 1810    | 1811      | Mauro Ferrara       | -                                        | Sindaco     |      |
| 1811    | 1817      | Giuseppe Ferrara    | -                                        | Sindaco     |      |
| 1818    | 1824      | Nicola Russo        | -                                        | Sindaco     |      |
| 1824    | 1829      | Antonio Bracco      | -                                        | Sindaco     |      |
| 1830    | 1834      | Giovanni de Stefano | -                                        | Sindaco     |      |
| 1834    | 1837      | Giuseppe Ferrara    | -                                        | Sindaco     |      |
| 1838    | 1845      | Vincenzo Arena      | -                                        | Sindaco     |      |
| 1845    | 1848      | Giuseppe Ferrara    | -                                        | Sindaco     |      |
| 1848    | 1850      | Antonio Astone      | -                                        | Sindaco     |      |
| 1851    | 1855      | Giuseppe Ferrara    | -                                        | Sindaco     |      |
| 1855    | 1857      | Giuseppe Astone     | -                                        | Sindaco     |      |
| 1857    | 1861      | Gaetano Pelella     | -                                        | Sindaco     |      |
| 1861    | 1861      | Pietro Canisio      | -                                        | Sindaco     |      |
| 1944    | 1944      | Giovanni Amato      | Partito Fascista Repubblicano            | Sindaco     |      |
| 1946    | 1946      | Luigi Rocco         | Democrazia Cristiana                     | Sindaco     |      |
| 1946    | 1956      | Raimondo Paone      | Democrazia Cristiana                     | Sindaco     |      |
| 1956    | 1958      | Luigi Formicola     | Partito Socialista Italiano              | Sindaco     |      |
| 1958    | 1958      | Giustino Sannino    | -                                        | Commissario |      |
| 1959    | 1959      | Benedetto Scotto    | -                                        | Commissario |      |
| 1960    | 1962      | Luigi D'Anna        | Democrazia Cristiana                     | Sindaco     |      |
| 1962    | 1962      | Giovanni Orefice    | -                                        | Commissario |      |
| 1963    | 1963      | Raimondo Paone      | Democrazia Cristiana                     | Sindaco     |      |
| 1968    | 1968      | Mauro Vinci         | Democrazia Cristiana                     | Sindaco     |      |
| 1969    | 1969      | Vincenzo Casolaro   | Partito Socialista Democratico Italiano  | Sindaco     |      |
| 1970    | 1970      | Pasquale Tignola    | Democrazia Cristiana                     | Sindaco     |      |
| 1970    | 1971      | Carlo Lessona       | -                                        | Commissario |      |
| 1971    | 1972      | Biagio Buonomo      | Partito Socialista Italiano              | Sindaco     |      |
| 1972    | 1973      | Giovanni Orefice    | -                                        | Commissario |      |
| 1973    | 1976      | Crescenzo Casillo   | Partito Socialista Italiano              | Sindaco     |      |
| 1976    | 1977      | Gaetano Andreano    | Partito Comunista Italiano               | Sindaco     |      |
| 1977    | 1980      | Francesco Polizio   | Democrazia Cristiana                     | Sindaco     |      |
| 1980    | 1980      | Renato Profili      | -                                        | Commissario |      |
| 1980    | 1983      | Francesco Paone     | Democrazia Cristiana                     | Sindaco     |      |
| 1983    | 1984      | Giuseppe Russo      | Partito Socialista Italiano              | Sindaco     |      |
| 1985    | 1986      | Pasquale Fiorentino | Democrazia Cristiana                     | Sindaco     |      |
| 1986    | 1986      | Pasquale Fiorentino | Democrazia Cristiana                     | Sindaco     |      |
| 1986    | 1988      | Giuseppe Albano     | Democrazia Cristiana                     | Sindaco     |      |
| 1988    | 1989      | Ludovico Polizio    | Democrazia Cristiana                     | Sindaco     |      |
| 1989    | 1989      | Ferdinando Amoruso  | -                                        | Commissario |      |
| 1989    | 1991      | Ludovico Polizio    | Democrazia Cristiana                     | Sindaco     |      |
| 1991    | 1991      | Giovanni Spina      | Democrazia Cristiana                     | Sindaco     |      |
| 1991    | 1992      | Ludovico Polizio    | Democrazia Cristiana                     | Sindaco     |      |
| 1992    | 1993      | Michele Fasano      | Partito Socialista Democratico Italiano  | Sindaco     |      |
| 1993    | 1994      | Francesco De Luca   | Partito Socialista Italiano              | Sindaco     |      |
| 1994    | 1994      | Mario Savoia        | -                                        | Commissario |      |
| 1994    | 1998      | Salvatore Graziuso  | Democrazia Europea                       | Sindaco     |      |
| 1998    | 2003      | Giosuè De Rosa      | Democratici di Sinistra                  | Sindaco     |      |
| 2003    | 2005      | Giosuè De Rosa      | Democratici di Sinistra                  | Sindaco     |      |
| 2005    | 2008      | Gaetano Piccolella  | -                                        | Commissario |      |
| 2008    | 2011      | Stefano Ferrara     | PdL                                      | Sindaco     |      |
| 2011    | 2016      | Vincenzo Carfora    | PD                                       | Sindaco     |      |
| 2016    | 2018      | Pasquale Fuccio     | PD                                       | Sindaco     |      |
| 2018    | 2019      | Santi Giuffrè       | -                                        | Commissario |      |
| 2019    | in carica | Raffaele Bene       | PD-M5S-AVS-Campania Libera-Liste civiche | Sindaco     |      |

## Sport

### Calcio
La principale squadra di calcio è il Casoria Calcio 1979, che vanta come maggior successo alcune partecipazioni alla Serie C2.

### Pallacanestro
La squadra di pallacanestro è la Polisportiva Casaurea che milita in promozione.

### Pallavolo
La squadra di pallavolo è ASD Volley Casoria, nata nel 2005, storicamente militante nelle divisioni dilettantistiche a carattere territoriale. A livello giovanile, nella stagione 2017/18 ha vinto il titolo italiano nella categoria under 12.

### Impianti sportivi
A Casoria sono presenti lo Stadio San Mauro ed il Palacasoria.

## Citazioni su Casoria

### Televisione
Nella serie animata Futurama nell'episodio 3x16 "Una Leela tutta speciale" vengono citati degli strani alieni che hanno la forma di formiche giganti come provenienti da Casoria.
Il comune di Casoria è citato anche nell’episodio 7x23 della fiction Don Matteo.

### Musica
È l'ambientazione principale della canzone di Tony Tammaro "O' Trerrote". Inolte la città  viene citata più volte nei testi del rapper e producer Yung Snapp, originario proprio della stessa città. Yung Snapp cita Casoria nelle canzoni "Audemars", "Bentley" e "Sneezy Tales Freestyle #1".